# Parafia Niepokalanego Serca Najświętszej Maryi Panny w Skierniewicach
Parafia Niepokalanego Serca Najświętszej Maryi Panny w Skierniewicach – parafia znajduje się na terenie dekanatu Skierniewice – Najświętszego Serca Pana Jezusa w diecezji łowickiej. Została erygowana 28 czerwca 2014 roku przez biskupa Andrzeja Dziubę.